# Osservatorio del Paranal

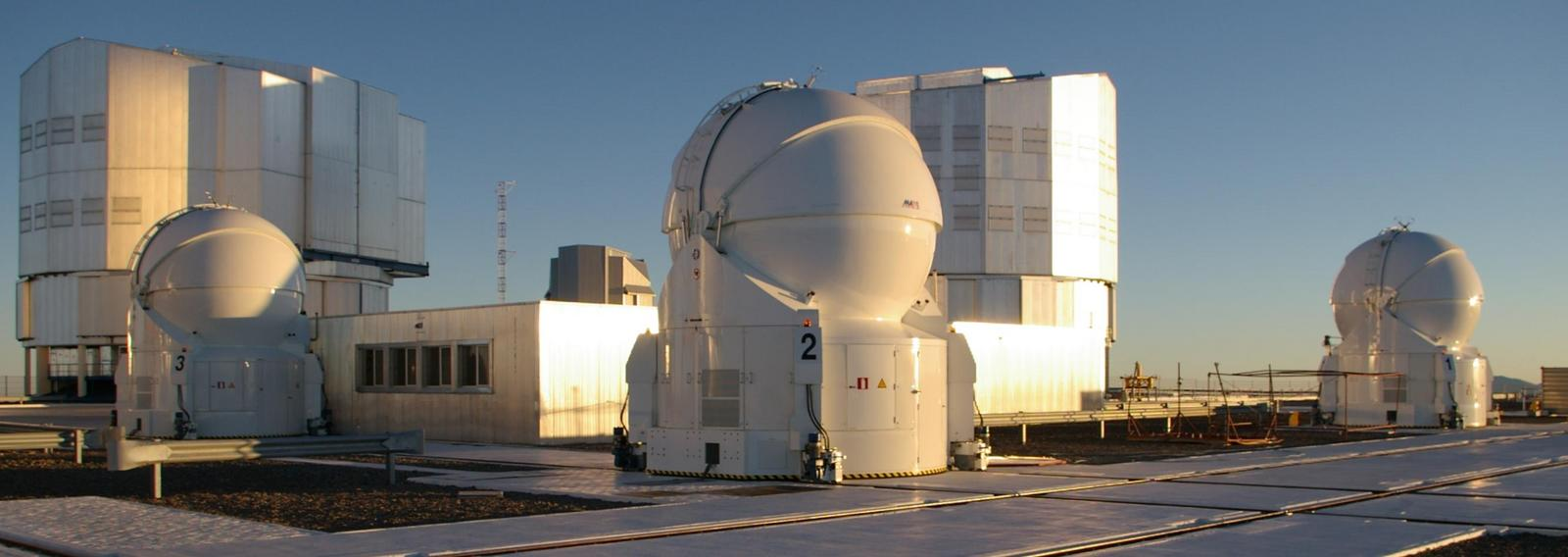
Veduta dell'osservatorio del Paranal

L'osservatorio del Paranal è un osservatorio astronomico situato sul Cerro Paranal, nel deserto di Atacama (120 km a sud di Antofagasta, in Cile, 1200 km da Santiago), realizzato e gestito dall'European Southern Observatory.
Il Cerro Paranal è una montagna alta 2635 metri, situata a 12 km dalla costa sull'oceano Pacifico, che si trova in una delle zone più secche di tutto il pianeta.

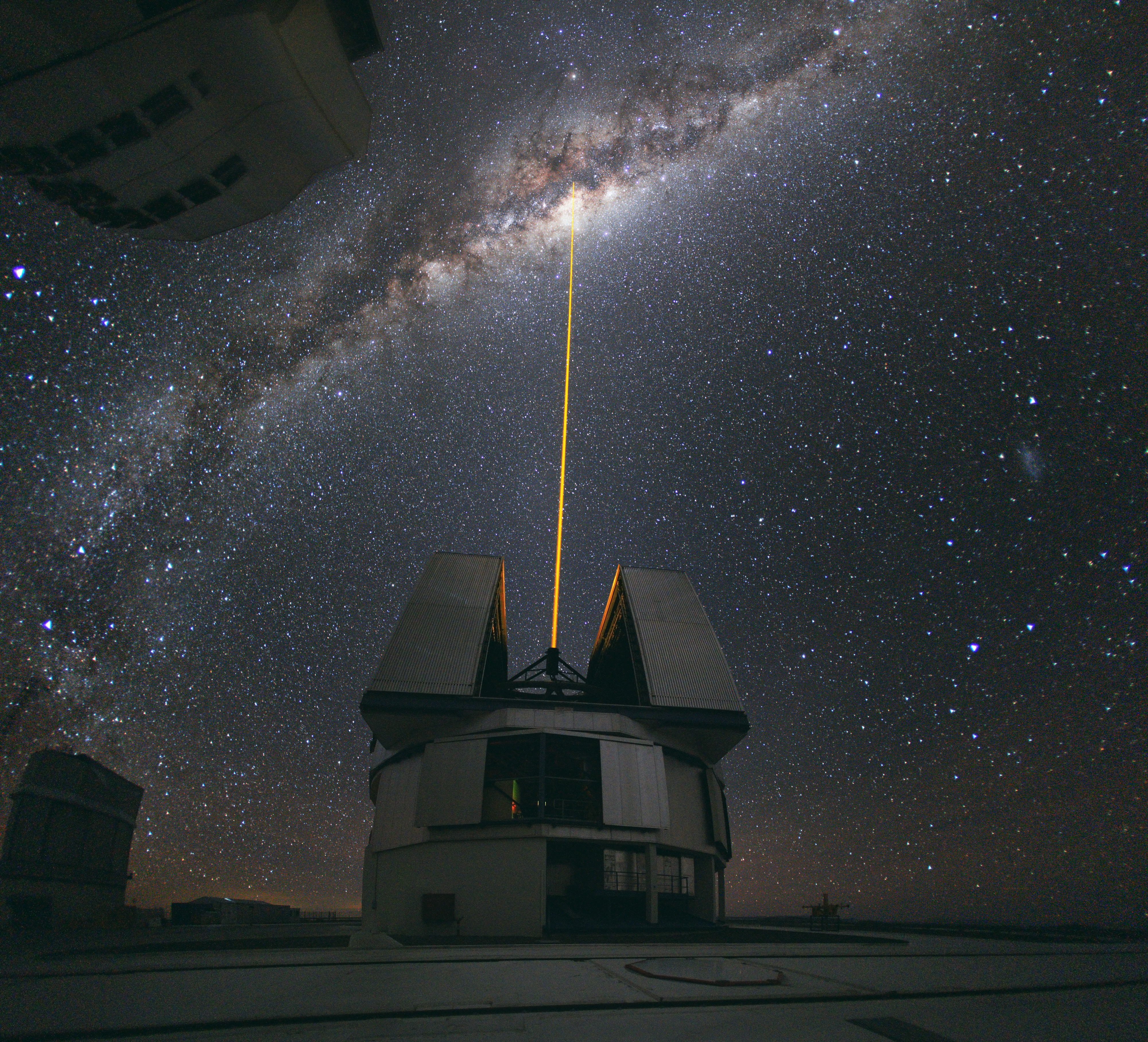
Un rilevamento laser effettuato nell'agosto 2010; la luce laser è ottimizzata per esaltare la componente di sodio presente nella mesosfera (dove il laser va a "creare" una sorta di stella virtuale), sodio che si presume relitto del transito di meteoriti

Il Very Large Telescope (VLT) è il maggiore telescopio presente al Paranal, composto di 4 distinti telescopi, ciascuno di 8,2 metri di diametro. Questi possono sia operare in modo separato, sia funzionare come un unico strumento, noto come VLTI (Very Large Telescope Interferometer).
Il sito ospita anche il VLT Survey Telescope, di 2,5 m di diametro, che opera dal 2007.
L'osservazione delle stelle vi si svolge con l'ausilio di un laser, il quale crea l'effetto di una stella artificiale virtualmente situata a 90 km dalla superficie terrestre, nella mesosfera. La stella virtuale serve di riferimento per la correzione delle distorsioni ottiche (comportanti distorsioni nel rilevamento del punto spaziale).